# پراگ ۸
پراگ ۸ (به لاتین: Prague 8) یک منطقهٔ مسکونی در جمهوری چک است که در پراگ واقع شده‌است. پراگ ۸ ۲۱٫۸۰ کیلومتر مربع مساحت و ۱۰۲٬۰۲۱ نفر جمعیت دارد.

## خواهرخوانده
شهر ترنی خواهرخواندهٔ پراگ ۸ هست.